# Bohumínské panství

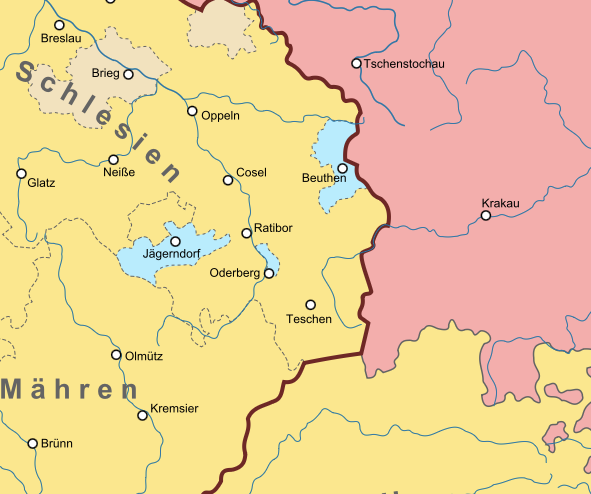
Bohumín (Oderberg) jako panství ovládané braniborskými Hohenzollerny (1618).

Bohumínské panství bylo stavovské panství kolem města Bohumín. Původně bylo součástí Opolsko-Ratibořského knížectví, po jeho rozdělení v roce 1281 připadlo Ratibořskému knížectví. V roce 1407 pak o něj vypukl spor mezi Těšínskem a Ratibořskem, Ratiboř si však svoji svrchovanost uhájila.
Na přelomu 13. a 14. století získali panství Baruthové, kteří zde postavili hrad Barutswerde. V první třetině 14. století se panství dostalo do rukou Rašiců. V letech 1409 až 1422 drželi panství páni z Tvorkova, kteří ho roku 1422 prodali Janu Bělíkovi z Kornic. V roce 1451 jej odkoupil Jan z Cimburka, který je prodal roku 1473 Janovi z Vrbna. V roce 1482 přešlo panství do rukou Jana Buřeje z Klvova, který však roku 1485 umírá.

Bohumínsko jakožto součást Rakouského Slezska (1746)

Další spory o panství na konci 15. a začátkem 16. století se vyřešily opět ve prospěch ratibořských knížat. Poslední z nich - Valentin Hrbatý - prodal roku 1521 Bohumínsko Janu II. Opolskému. Po jeho smrti roku 1532 se Bohumínsko spolu s celým Opolskem dostalo do rukou braniborsko-ansbašského markraběte Jiřího. Rod Hohenzollernů se zde udržel až do porážky stavovského vojska v třicetileté válce a konfiskace majetku Jana Jiřího Krnovského v roce 1622. Bohumínské panství se tak dostalo do rukou rodu Henckelů von Donnersmarck. Roku 1697 se panství stalo nižším stavovským panstvím (status minor). Bylo vyloučeno z knížecí správy a podléhalo bezprostředně českému králi. Pokud se týkalo justice, odvolacím soudem byl až pražský apelační soud. V roce 1742 bylo Bohumínsko rozděleno na pruskou a rakouskou část. O rok později byla rakouská část prodána Lichtenštejnům.
Rakouská část byla na počátku 19. století v držení rodu Gusnarů. Ti panství posléze prodali hraběti Rudnickému a jeho manželka postoupila část panství pro stavbu severní dráhy. Roku 1886 koupil panství hrabě Larisch-Mönnich a tento rod zůstal jeho držitelem až do roku 1945.